# Lora Kolodny
Lora Kolodny es una periodista tecnológica estadounidense. Es conocida por su trabajo cubriendo compañías de vehículos eléctricos y tecnología climática. Ha escrito más de 2000 artículos para CNBC.com, TechCrunch y otras publicaciones. También es conocida específicamente por su cobertura de Tesla y es una de las periodistas que Elon Musk ha bloqueado en Twitter.

## Carrera
La carrera periodística temprana de Kolodny implicó escribir para la revista Inc., The Hollywood Reporter y FastCompany. Durante este período, Kolodny también escribió para TechCrunch en Nueva York como redactora de tecnologías limpias y editor de tendencias. Luego cubrió el ritmo del capital de riesgo en Dow Jones VentureWire y The Wall Street Journal durante cuatro años a partir de 2012. Mientras estaba en The Wall Street Journal, Kolodny publicó historias sobre Thiel Fellowship y celebridades que invierten en nuevas empresas. En 2016, Lora Kolodny se reincorporó a TechCrunch como editora de tecnologías emergentes y presentadora de videos de la publicación. sirviendo como moderadora durante TechCrunch Disrupt SF 2016. Más tarde se unió a CNBC.com en 2017.